# اوسوتو گائشی
اوسوتو گائشی (به ژاپنی: 大外返)-(به انگلیسی: Osoto gaeshi) یکی از فنون و تکنیک‌های دستهٔ ناگه-وازا رشتهٔ ورزشی جودو است که در زیردستهٔ آشی-وازا دسته‌بندی می‌شود. 